# Brilliant (Ohio)
Brilliant es un lugar designado por el censo ubicado en el condado de Jefferson en el estado estadounidense de Ohio. En el censo de 2010 tenía una población de 1482 habitantes y una densidad poblacional de 323,64 personas por km².

## Geografía
Brilliant se encuentra ubicado en las coordenadas 40°16′4″N 80°38′9″O / 40.26778, -80.63583. Según la Oficina del Censo de los Estados Unidos, Brilliant tiene una superficie total de 4.58 km², de la cual 4.54 km² corresponden a tierra firme y (0.79%) 0.04 km² es agua.

## Demografía
Según el censo de 2010, había 1482 personas residiendo en Brilliant. La densidad de población era de 323,64 hab./km². De los 1482 habitantes, Brilliant estaba compuesto por el 98.79% blancos, el 0.27% eran afroamericanos, el 0.07% eran amerindios, el 0% eran asiáticos, el 0% eran isleños del Pacífico, el 0.07% eran de otras razas y el 0.81% pertenecían a dos o más razas. Del total de la población el 0.34% eran hispanos o latinos de cualquier raza.